# Municipio de St. Anna
El municipio de St. Anna (en inglés: St. Anna Township) es un municipio ubicado en el condado de Wells en el estado estadounidense de Dakota del Norte. En el año 2010 tenía una población de 18 habitantes y una densidad poblacional de 0,2 personas por km².

## Geografía
El municipio de St. Anna se encuentra ubicado en las coordenadas 47°37′27″N 99°42′13″O / 47.62417, -99.70361. Según la Oficina del Censo de los Estados Unidos, el municipio tiene una superficie total de 90.49 km², de la cual 86,22 km² corresponden a tierra firme y (4,72 %) 4,27 km² es agua.

## Demografía
Según el censo de 2010, había 18 personas residiendo en el municipio de St. Anna. La densidad de población era de 0,2 hab./km². De los 18 habitantes, el municipio de St. Anna estaba compuesto por el 100 % blancos. Del total de la población el 0 % eran hispanos o latinos de cualquier raza.